# Mikel Zarrabeitia Uranga
Mikel Zarrabeitia Uranga (Abadiño, Biscaia, 14 de maig de 1970), anomenat "El generós", fou un ciclista basc, professional entre 1991 i 2003. En el seu palmarès destaca la victòria a l'Euskal Bizikleta de 2002.
El 1994 finalitzà segon de la classificació general de la Volta a Espanya, per darrere Tony Rominger i per davant de Pedro Delgado. Aquest inici prometedor va quedar aturat per diverses lesions que el van apartar de l'elit del ciclisme.
El seu germà gran, Juan Antonio també fou ciclista professional.

## Palmarès
- 1992
  - 1r a la Volta a La Rioja i vencedor d'una etapa
- 1996
  - Vencedor d'una etapa de l'Euskal Bizikleta
- 1997
  - 1r a la Volta a Aragó
  - 1r al Gran Premi de Primavera
  - 1r al Trofeu Comunitat Foral de Navarra
- 2001
  - Vencedor d'una etapa de l'Euskal Bizikleta
- 2002
  - 1r a l'Euskal Bizikleta i vencedor d'una etapa
  - 1r a la Clàssica d'Ordizia

### Resultats a la Volta a Espanya
- 1993. 12è de la classificació general
- 1994. 2n de la classificació general
- 1996. 31è de la classificació general
- 1997. 40è de la classificació general
- 1998. 36è de la classificació general
- 1999. 11è de la classificació general
- 2000. Abandona (11a etapa)
- 2001. 25è de la classificació general
- 2002. 21è de la classificació general.  Porta el mallot or durant una etapa

### Resultats al Tour de França
- 1997. Abandona (16a etapa)

### Resultats al Giro d'Itàlia
- 1999. 29è de la classificació general